# Грушевка (Николаевская область)
Грушевка (укр. Грушівка) — село в Первомайском районе Николаевской области Украины, на реке Южный Буг.
Основано в 1683 году. Население по переписи 2001 года составляло 1150 человек. Почтовый индекс — 55225. Телефонный код — 5161. Занимает площадь 0,002 км².

## Местный совет
55225, Николаевская обл., Первомайский р-н, с. Грушевка, ул. Революции, 60